# Columnea lophophora
Columnea lophophora är en tvåhjärtbladig växtart som beskrevs av Rudolf Mansfeld. Columnea lophophora ingår i släktet Columnea och familjen Gesneriaceae. Inga underarter finns listade i Catalogue of Life.